# Hanna Nachajewa
Hanna Nachajewa (biał. Ганна Нахаева; ros. Анна Нахаева; ur. 23 listopada 1984 w Witebsku) – białoruska wioślarka.

## Osiągnięcia
- Mistrzostwa Świata – Sewilla 2002 – ósemka – 5. miejsce[1].
- Mistrzostwa Świata – Mediolan 2003 – ósemka – 6. miejsce[1].
- Mistrzostwa Świata – Eton 2006 – czwórka bez sternika – 4. miejsce[1].
- Mistrzostwa Świata – Eton 2006 – ósemka – 11. miejsce[1].
- Mistrzostwa Świata – Monachium 2007 – czwórka podwójna – 11. miejsce[1].
- Mistrzostwa Europy – Poznań 2007 – dwójka podwójna – 3. miejsce[1].
- Mistrzostwa Europy – Ateny 2008 – ósemka – 3. miejsce[1].
- Mistrzostwa Świata – Poznań 2009 – czwórka bez sternika – 6. miejsce[1].
- Mistrzostwa Świata – Poznań 2009 – ósemka – 8. miejsce[1].
- Mistrzostwa Europy – Brześć 2009 – ósemka – 2. miejsce[1].
- Mistrzostwa Europy – Montemor-o-Velho 2010 – dwójka bez sternika – 8. miejsce[1].
- Mistrzostwa Europy – Montemor-o-Velho 2010 – ósemka – 6. miejsce[1].